# بآفو نورمي
بافو نورمي (بالإنجليزية: Paavo Nurmi)‏ (ولد 13 يونيو 1897 م في مدينة توركو توفي 2 أكتوبر 1973 م) هو الفائز لأكثر من مرة بسباقات التحمل للجري في الألعاب الأولمبية. رجل أعمال ورسام صناعي. لقب بالفنلندي الطائر وذلك لتحطيمه العديد من الأرقام القياسية في سباقات الجري 1500 و 20000 متر ليصبح بذلك أفضل لاعب قوى عالمي على مر التاريخ. تألق في الألعاب الأولمبية الصيفية 1924 وأولمبياد أمستردام 1928. حمل الشعلة الأولمبية في أولمبياد هلسينكي 1952.

## وصلات خارجية
- بآفو نورمي على موقع IMDb (الإنجليزية)
- بآفو نورمي على موقع الموسوعة البريطانية (الإنجليزية)
- بآفو نورمي على موقع مونزينجر (الألمانية)
- بآفو نورمي على موقع قاعدة بيانات الفيلم (الإنجليزية)

- بآفو نورمي على موقع الاتحاد الدولي لألعاب القوى (الإنجليزية)
- بآفو نورمي على موقع اللجنة الأولمبية الدولية (الإنجليزية)
- بآفو نورمي على موقع أوليمبيديا (الإنجليزية)